# Ridley (Northumberland)
Ridley – przysiółek w Anglii, w Northumberland, w dystrykcie (unitary authority) Northumberland, w civil parish Bardon Mill. Leży 64.2 km od miasta Alnwick, 45.8 km od miasta Newcastle upon Tyne i 411.8 km od Londynu. W 1951 roku civil parish liczyła 163 mieszkańców.